# Mohutnost kontinua
Mohutnost kontinua je matematický pojem z oblasti teorie množin.

## Definice
Mohutnost kontinua lze definovat mnoha ekvivalentními způsoby, například takto:
Mohutnost kontinua je kardinální číslo {\displaystyle c=2^{\aleph _{0}}} (viz funkce alef, kardinální aritmetika)

## Význam
Mohutnost kontinua obdržela svůj název proto, že je skutečně mohutností každého geometrického kontinua, tj. například úsečky, kruhu, hyperboly.

## Historie
Autorem pojmu mohutnosti kontinua je Georg Cantor. Ten v prosinci roku 1873 dokázal, že mohutnost množiny reálných čísel je větší než mohutnost množiny přirozených čísel, tedy že reálná čísla jsou nespočetná.

### Cantorův důkaz nespočetnosti mohutnosti kontinua
Původní Cantorův důkaz uvedený v dopise Richardu Dedekindovi ze 7. prosince 1873 zní následovně:
Předpokládejme pro spor, že existuje očíslování všech reálných čísel čísly přirozenými a všechna reálná čísla jsou seřazena do posloupnosti {\displaystyle \,(x_{n})}. Vybírejme postupně uzavřené intervaly {\displaystyle \,I_{n}} tak, aby {\displaystyle \,I_{n+1}\subseteq I_{n}} a {\displaystyle \,x_{n}\not \in I_{n}}. Pak {\displaystyle \bigcap _{n\in \mathbb {N} }I_{n}} je průnikem uzavřených do sebe zařazených intervalů, tedy je neprázdný. Zároveň však nemůže obsahovat žádné reálné číslo, neboť každé takové číslo je nějaké {\displaystyle \,x_{n}}, což není již v {\displaystyle \,I_{n}} a tedy ani v průniku.

### Nekonstruktivní důkaz existence trascendentních čísel
Díky práci Richarda Dedekinda věděl již Cantor, že všech algebraických čísel je pouze spočetně mnoho (lze je očíslovat přirozenými čísly). Když tedy ukázal, že všech reálných čísel spočetně mnoho není (nelze je očíslovat přirozenými čísly), prokázal tím zároveň, že obory algebraických a reálných čísel nemohou být totožné, tedy existují transcendentní čísla. Cantor dokázal dokonce více: transcendentních čísel je nespočetně mnoho, tedy více než čísel algebraických, a to aniž by jeho důkaz obsahoval jakýkoli náznak konstrukce byť jen jediného transcendentálního čísla. Tento důkaz tedy spadá do kategorie nekonstruktivních důkazů.

### Hypotéza kontinua
Když se Georg Cantor zabýval zjišťováním mohutností různých podmnožin reálných čísel, uvědomil si, že každá množina, kterou se zabýval, je buď spočetná nebo má již mohutnost kontinua. Postupně nabyl přesvědčení, že podmnožina reálných čísel, která by měla mohutnost různou od těchto dvou neexistuje a tuto svoji domněnku formuloval jako hypotézu kontinua. Nikdy se mu ji však nepodařilo dokázat. A není divu - v roce 1963 publikoval Paul Cohen článek, v němž ukázal, že hypotézu kontinua nelze v teorii množin dokázat.

## Vlastnosti
Mohutnost kontinua je mohutností následujících množin:
- množiny všech podmnožin přirozených čísel
- množiny všech reálných čísel
- množiny všech iracionálních čísel
- množiny všech transcendentních čísel
- množiny všech spojitých reálných funkcí
- obecněji množiny všech spojitých funkcí z nějakého separabilního metrického prostoru do libovolného metrického prostoru
- Cantorova diskontinua
- množiny všech otevřených množin v {\displaystyle \mathbb {R} ^{n}}
- množiny všech posloupností reálných čísel